# Hicham Boussefiane
Hicham Boussefiane (Rabat, 9 de enero de 1998) es un futbolista marroquí que juega en la demarcación de centrocampista para el FAR Rabat de la Liga de Fútbol de Marruecos.

## Trayectoria
Se formó en la Mohammed VI Football Academy, que en 2016 se enroló en la estructura del Málaga C. F. para jugar en juveniles, tras el acuerdo entre la academia marroquí y el club de martiricos. Durante la temporada 2017-18 formó parte del Atlético Malagueño, con el que consiguió ascender de Tercera División a Segunda División B.
Tras realizar la pretemporada en verano de 2018 con el primer equipo, convenció a Muñiz para ser jugador del primer equipo para la temporada 2018-19. Se mantuvo en el club hasta junio de 2022 y participó en 43 partidos de la Segunda División. Entonces estuvo dos meses sin equipo, hasta que en septiembre firmó por el Wydad Casablanca de su país.

## Clubes
| Club               | País      | Año       | Partidos | Goles |
| ------------------ | --------- | --------- | -------- | ----- |
| Atlético Malagueño | España    | 2017-2018 | 44       | 12    |
| Málaga C. F.       | España    | 2018-2022 | 47       | 3     |
| Wydad Casablanca   | Marruecos | 2022-2024 |          |       |
| FAR Rabat          | Marruecos | 2024-     |          |       |